# تپه یحیی

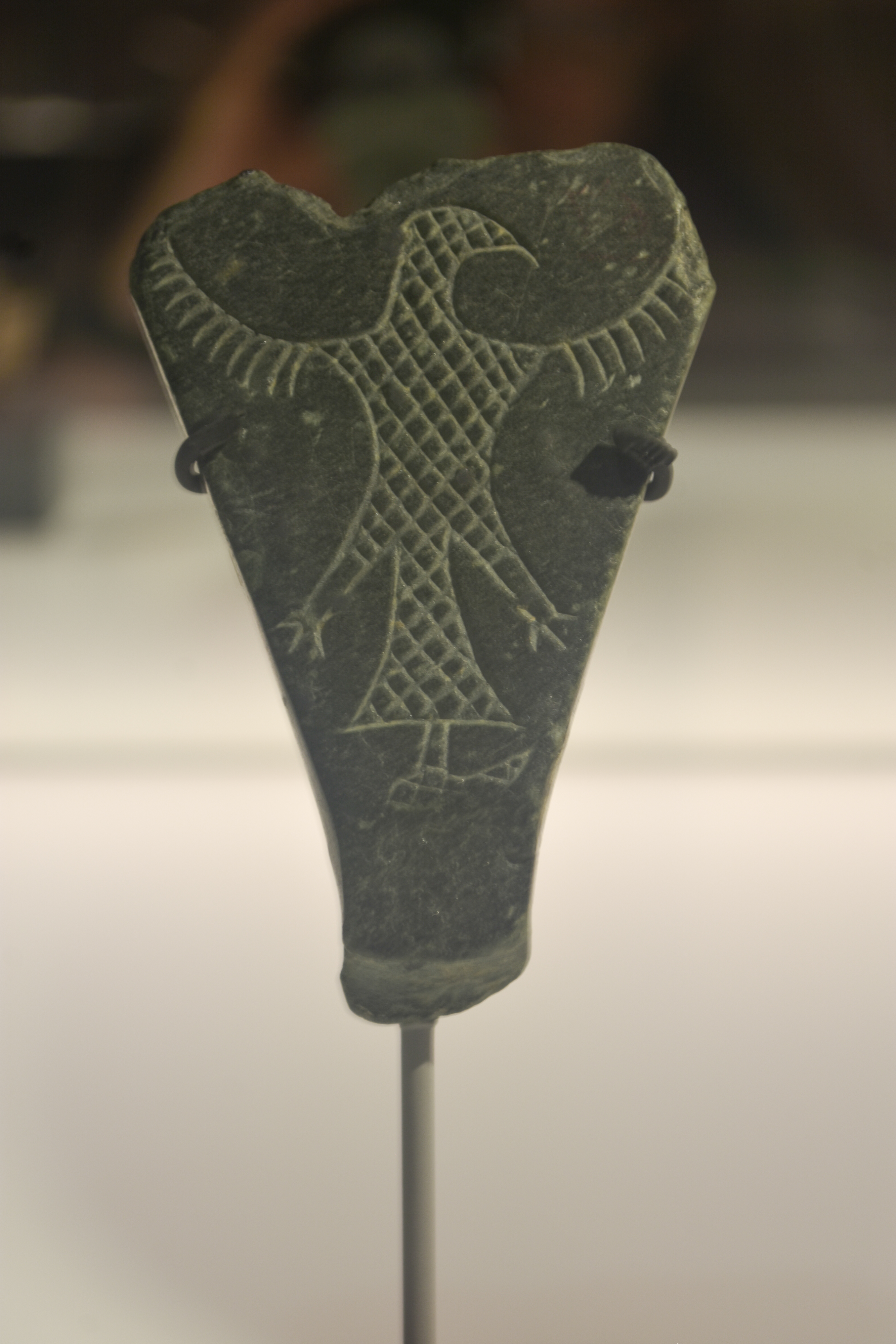
شاهین تپه یحیی

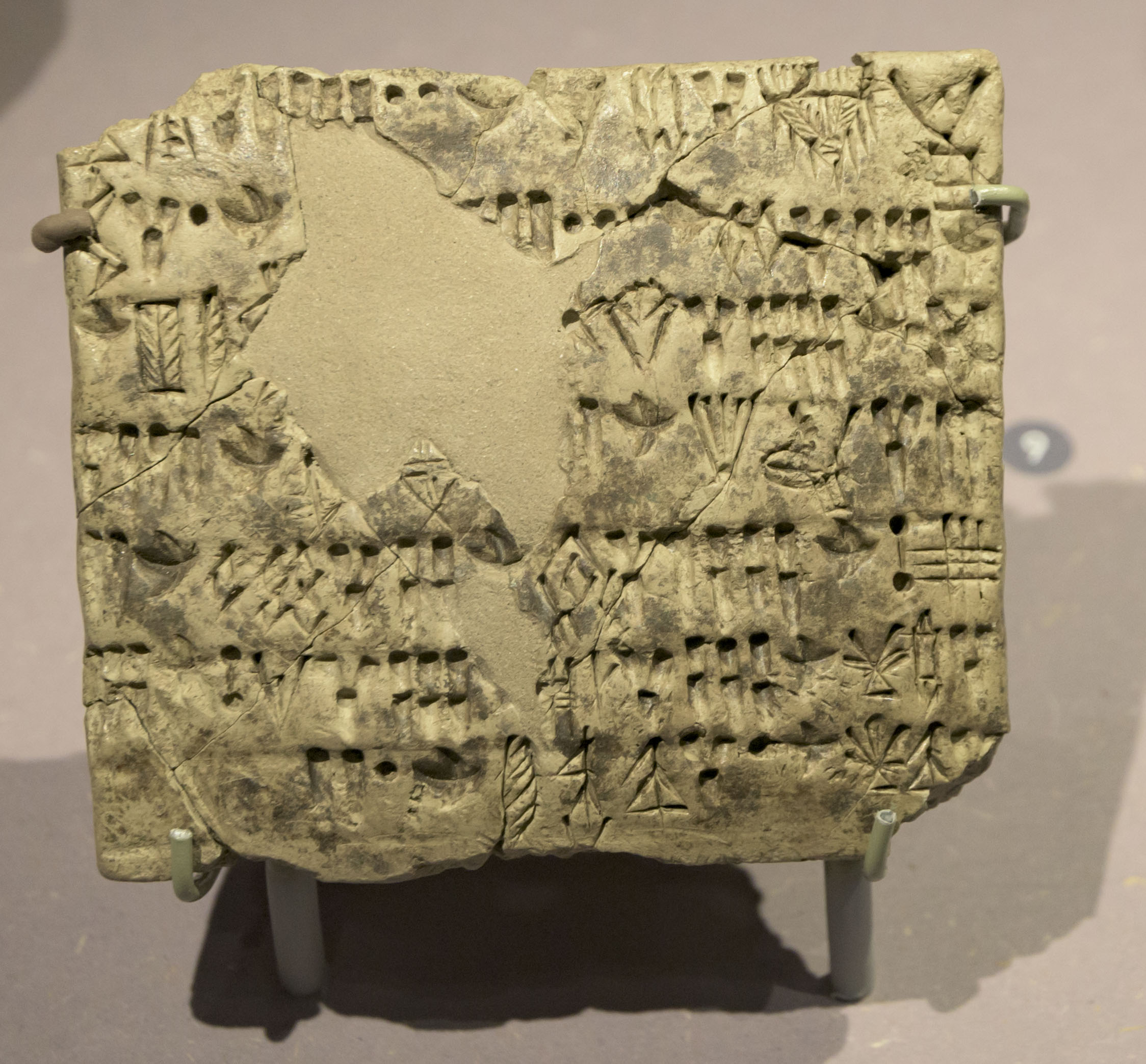
لوحی به قدمت ۳۰۰۰ سال قبل از میلاد

تپه یحیی تپه‌ای تاریخی به قدمت هزاره هفتم پیش از میلاد تا دوره ساسانیان است و در ارزوئیه، صوغان در 262 کیلومتری جنوب کرمان واقع شده است. این اثر در تاریخ ۹ آذر ۱۳۴۹ با شمارهٔ ثبت ۹۰۴ به‌عنوان یکی از آثار ملی ایران به ثبت رسیده‌است.
تاریخ این تپه از زمان حجر شروع می‌شود و به عصر ساسانیان ختم می‌گردد. تپه یحیی یکی از مهمترین آثار و تپه‌های کلیدی در باستان‌شناسی ایران است. با توجه به آثار کشف شده و تأیید بسیاری از مورخان داخلی و خارجی تپه یحیی دارای قدیمی‌ترین کارخانه سفال سازی و قدیمی‌ترین معدن جهان است تپه یحیی یکی از قدیمی‌ترین سکونتگاه‌ها ی شناخته شده جهان است و به عنوان یکی از نخستین آثار یک دهکده مربوط به ۹۰۰۰ سال پیش مطرح است. شهرنشینی مفهوم اخص آن از حدود شش هزار سال پیش در ایران موجودیت یافت. تپه یحیی یکی از کهن‌ترین سکونت‌های شناخته شده واز گذشته‌های دور دارای تمدن و فرهنگ بسیار شکوفا بوده‌است. این منطقه به لحاظ موقعیت خاص اقلیمی، سیاسی و فرهنگی مرکز ارتباطات تمدن‌های میان رودان و هندوچین به‌شمار می‌رفته‌است. اندک شهرها ی باستانی شامل شوش، تپه ملیان تنها از لحاظ قدمت با تپه یحیی برابری دارند. سند یا کتیبه‌ای که نام واقعی و قدیمی این شهر را مشخص می‌کند هنوز بدست نیامده و این منطقه مرکز بسیاری از فعالیتهای صنعتی و هنری بوده‌است. در طول تاریخ مهاجرت‌های انسانی و جابجائی انسانها همواره به‌دلیل دستیابی به شرایط بهتر زندگی بوده‌است، در دوران باستان این شرایط بهتر عبارت از آب فراوان و خاک حاصلخیز برای کشاورزی بوده‌است. ایران نخستین سرزمینی است که در آن مردم به استخراج و استعمال از فلزات پی برده‌اند تعدادی از نخستین کوره‌های ذوب مس و در تل ابلیس مربوط به هفت هزار سال پیش بدست آمده قدیمی‌ترین فلزی که مورد استفاده انسان قرار گرفته مس بوده‌است. تمدن این ناحیه نشان می‌دهد که همزمان با تمدن‌های آسیای غربی در جنوب شرقی ایران، جوامع متمدن و پیشرفته‌ای زندگی می‌کرده‌اند. قدیمی‌ترین آثار و بقایای سکونت انسان که در این ناحیه به دست آمده عبارتند از قطعات استخوان، سنگ چخماق و ظروف سفالی ناهموار که از گل پخته درست شده‌است و با دست به آنها شکل داده‌اند. در میان استخوان حیوانات که از آن دوره باقی مانده‌است، استخوان غزال و گوسفند و بز دیده می‌شود. در دوران بعد که تمدن پیشرفته تر است به مصنوعات فلزی و اشیاء ساخته شده از مس و مفرغ برمی‌خوریم که می‌رساند در این دوره به ذوب فلزات آشنایی داشته و می‌توانسته‌اند حداکثر حرارت را برای ذوب فلز ایجاد کنند.

## معماری
تپه یحیی ۱۸ متر ارتفاع دارد. برخی از لایه‌های به دست آمده از کاوش در تپه یحیی، واقع در دشت صوغان در ۲۲۵ کیلومتری جنوب کرمان، از اواخر هزارهٔ چهارم پیش‌ازمیلاد مسکون بوده‌اند.
تپه یحیی در دوران پیش‌ایلامی (موسوم به «تپهٔ یحیی دوران ۴»)
روستایی بزرگ یا شهری کوچک (حدود سه هکتار) در منطقه‌ای با جمعیت کم بوده‌است. از کاوش‌ها بقایایی بنایی بزرگ (با زیربنای ۵۰۰ مترمربع) حاصل شده که پنج اتاق داشته که در آن‌ها آثار مرتبط با امور بازرگانی ازجمله لوح‌های گلی پیدا شده.
دیوارهای این سازه از خشت‌های قالبی به ابعاد مختلف ساخته شده‌اند و داخل دیوارها برای جابجایی آب تنبوشه قرار گرفته.
باستان‌شناسان این سازه را نوعی «مقصدِ محصور» برای بازرگانان خارجی دانسته‌اند، چرا که بناهای مسکونی معاصر در این پشته وجود دارد که نشانگر وجود فرهنگی خاص بومی و متمایز از آثار فرهنگ‌های دیگر است.
تعداد ۲۵ لوح نیاایلامی در تپه یحیی کشف شده‌است.